# Capellades
Capellades és una vila i municipi de Catalunya situat a la comarca de l'Anoia. Amb gran tradició industrial des del segle xviii, té nombroses i molt importants empreses papereres, tèxtils i de components elèctrics i mecànics. És especialment rellevant el Museu Molí Paperer, autèntic referent a escala mundial.

## El paper de Capellades
Des de l'edat mitjana, a la zona de Capellades hi havia tradició de fabricar paper fent servir cànem i draps vells de cotó i lli, i valent-se de la força hidràulica de molins d'aigua juntament amb tècniques artesanals. Entre els segles XVIII i XIX, Capellades i el seu entorn van constituir un dels centres paperers més importants d'Europa, especialitzat en paper de barba de primera qualitat i paper de fumar. A principis del XVIII, les papereres catalanes havien creat el paper de fumar. Fabricants com els Romaní, Soteras, Guarro, Serra o Romeu, entre d'altres, abastien gran part del mercat espanyol, d’Amèrica del Sud i Filipines.

## Demografia
| 1497 f | 1515 f | 1553 f | 1717 | 1787  | 1857  | 1877  | 1887  | 1900  | 1910  |
| ------ | ------ | ------ | ---- | ----- | ----- | ----- | ----- | ----- | ----- |
| 23     | 22     | 30     | 487  | 2.247 | 3.066 | 2.783 | 2.763 | 2.629 | 2.582 |

| 1920  | 1930  | 1940  | 1950  | 1960  | 1970  | 1981  | 1990  | 1992  | 1994  |
| ----- | ----- | ----- | ----- | ----- | ----- | ----- | ----- | ----- | ----- |
| 2.512 | 2.275 | 2.276 | 2.306 | 2.453 | 3.910 | 4.882 | 4.986 | 5.054 | 5.054 |

| 1996  | 1998  | 2000  | 2002  | 2004  | 2006  | 2008  | 2010  | 2012  | 2014  |
| ----- | ----- | ----- | ----- | ----- | ----- | ----- | ----- | ----- | ----- |
| 5.021 | 4.974 | 4.881 | 5.049 | 5.143 | 5.383 | 5.458 | 5.498 | 5.439 | 5.284 |

| 2016  | 2018  | 2020  | 2022  | 2024  | 2026 | 2028 | 2030 | 2032 | 2034 |
| ----- | ----- | ----- | ----- | ----- | ---- | ---- | ---- | ---- | ---- |
| 5.227 | 5.211 | 5.342 | 5.344 | 5.567 | -    | -    | -    | -    | -    |

## Geografia i entorn natural
- Llista de topònims de Capellades (muntanyes, serres, collades, indrets, rius, fonts, cases, masies, esglésies, etc.).

El terme municipal de Capellades és el més petit de la comarca de l'Anoia, amb 2,95 km². Limita amb els termes de la Torre de Claramunt (N i O), Cabrera d'Anoia (S) i Vallbona d'Anoia (E). El terme és situat a la vall de l'Anoia, a l'indret on el riu talla la Serralada Prelitoral Catalana formant l'anomenat estret o congost de Capellades i surt ja de la Conca d'Òdena per a dirigir-se cap al Penedès. El congost s'obre pas entre la serra de Miramar (596 m) a l'esquerra, amb les carenes de Llobreia, el Brugar, el Fitó, els Colls Bessons i les Llangònies, i una potent terrassa travertínica quaternària, a la dreta, damunt les llicorelles paleozoiques i el granit, formant una cinglera de cornises i covals de pedra tosca i el dosser o barret del Capelló, on hi ha els importants jaciments prehistòrics del terme (abric Romaní i l'estació Agut).

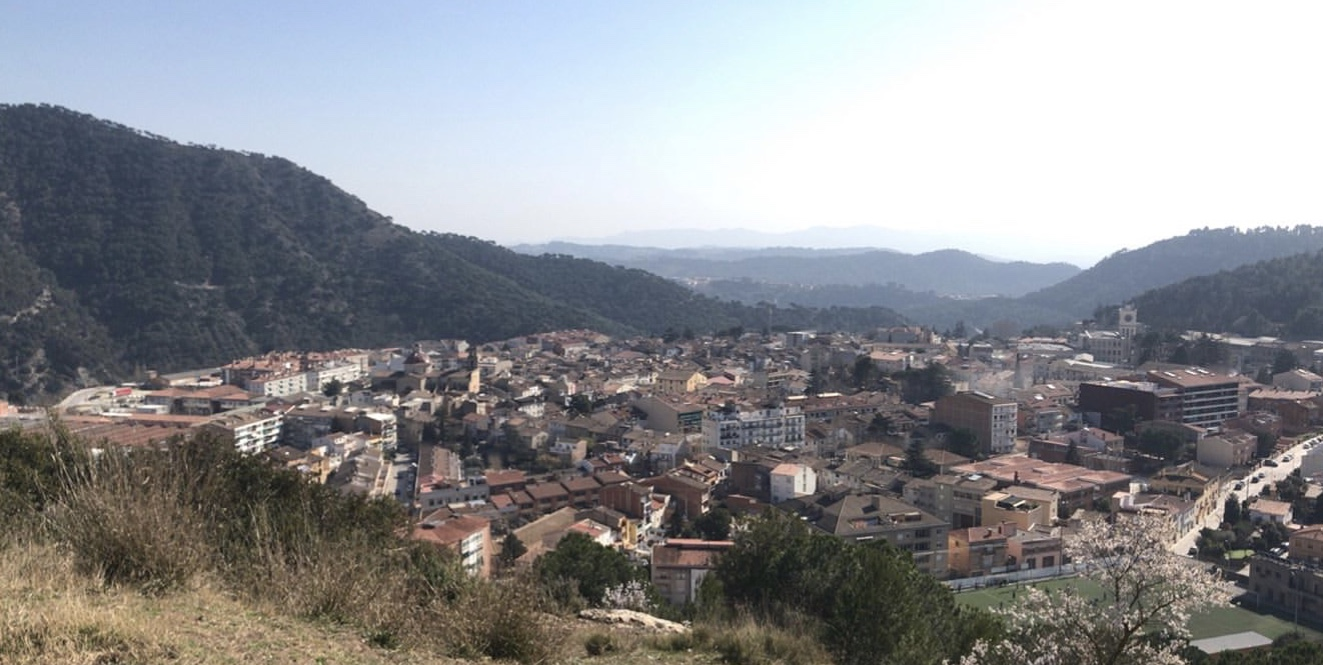
Vista de Capellades des de la Roca del Baptista, coneguda popularment com a El Turó.

Cal destacar que 93,97 hectàrees de Capellades, el 31,53 % del terme, forma part de les Valls de l'Anoia, regió declarada Espai Natural Protegit (ENP), ZEPA, LIC, i considerada com un dels 135 paisatges que conformen Catalunya. Pertany a la regió natural del Sistema Mediterrani Central Prelitoral, en la tipologia d'Espai de Muntanya Interior. A més, constitueix una bona mostra de l'ambient mediterrani propi d'aquesta àrea de la Catalunya central, ja que presenta una barreja d'àrees boscoses, dominades pel pi blanc (Pinus halepensis) a les solanes i amb la presència d'alzina (Quercus ilex) i roure martinenc (Quercus humilis) als vessants obacs. Representa també una zona important de nidificació i caça de l'àguila cuabarrada (Hieraaetus fasciatus). Algunes espècies de flora abundant de l'entorn de Capellades són la ginesta, els esbarzers, les figueres, les figueres de moro, la farigola i la rosella. La fauna destacable consta de porcs senglars, pit-rojos, pardals i rossinyols.
Quant a la relació de Capellades amb els pobles del voltant, val a dir que Capellades representa un node de comunicació entre ells. A més, aglutina molts comerços (botigues locals i supermercats) i serveis (Institut de Secundària, CAP, xarxes associatives...) que també gaudeixen habitants dels municipis veïns. Recentment s'ha incorporat a la mancomunitat de la Conca d'Òdena, una organització intermunicipal per a afavorir el desenvolupament social i econòmic sostenible de les poblacions del territori.

## Equipaments de Capellades
Centres educatius:
- Llar d'Infants Vailets: centre públic
- Escola Marquès de la Pobla: centre d'educació infantil i primària. És un col·legi públic
- Institut Molí de la Vila: és un institut públic que ofereix els estudis d'ESO i Batxillerat
- Mare del Diví Pastor: és un centre educatiu concertat i religiós que ofereix els estudis d'educació infantil, primària i ESO

Transport públic:
- Trens FGC; Línies R6 i R60 Igualada -Barcelona (Plaça Espanya)
- Autobús Monbús: Línia Igualada - Barcelona (Maria Cristina)
- Autobús Montferri: Línia CB1 Can Ros - Cabrera d'Anoia - Capellades
- Autobús Montferri: Línia T1 Mediona - La Torre de Claramunt - Igualada

Equipaments esportius:
- Piscina Blava Municipal, inaugurada l'any 1934
- Pavelló Poliesportiu de Capellades, inaugurat l'any 1983[8]
- Camp de Futbol de Capellades

Equipaments culturals:
- Abric Romaní- Parc Prehistòric de Capellades
- Escola de Música de Capellades
- Museu Molí Paperer
- Biblioteca El Safareig

Equipaments lúdics:
- Teatre La Lliga de Capellades: És una gran sala d'espectacles dissenyada el 1921 pel constructor local Isidre Fons[9]
- Casal Cal Ponet

Assistència Sanitària:
- CAP Centre d'Atenció Primària
- Residència de Gent Gran

Seguretat:
- Policia Local
- Bombers de Capellades

Neteja:
- Deixalleria Municipal
- Deixalleria Mòbil

Equipaments religiosos:
- Església de Santa Maria
- Església del Pilar
- Capella de Santa Bàrbara

Principals vies d'accés:
- Carretera C-15: Vilanova i la Geltrú - Igualada
- Carretera B-224 Capellades - Martorell

## Alcaldia
| Alcaldia                     | Inici de mandat    | Final de mandat    | Partit  |
| ---------------------------- | ------------------ | ------------------ | ------- |
| Xavier Bartrolí              | 1996               | 2003               | CiU     |
| Àngel Soteras                | 2003               | 16 de juny de 2007 | ERC     |
| Anna Maria Sánchez i Carrera | 16 de juny de 2007 | 11 de juny de 2011 | CiU     |
| Marcel·lí Martorell i Font   | 11 de juny de 2011 | 13 de juny de 2015 | CiU     |
| Aleix Auber i Álvarez        | 13 de juny de 2015 | 15 de juny de 2019 | VdC-CUP |
| Salvador Vives Alari         | 15 de juny de 2019 | actualitat         | ERC     |

## Llocs d'interès

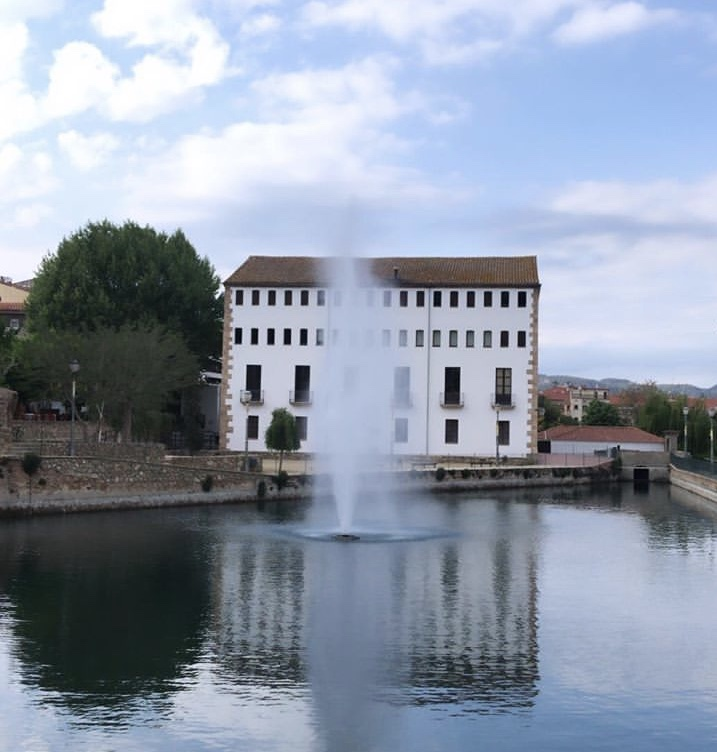
Bassa de Capellades, amb el Molí de la Vila al fons.

- Bassa de Capellades, amb el Molí de la Vila al fons.Museu Molí Paperer de Capellades:[17] Es tracta d'un dels museus més importants a escala internacional pel que fa a la temàtica del paper on s'uneixen i es complementen la difusió del patrimoni històric i industrial paperer, gràcies a la continuïtat de la pràctica de l'activitat artesanal del paper fet a mà. Aquesta dualitat li dona el seu caràcter únic. El museu conserva un important fons format principalment per eines, maquinària per a la realització del paper de manera tradicional, caràtules, tampons de fusta, papers i documents des del segle xii fins a l'actualitat. A més de la conservació de l'edifici i les col·leccions el museu té com a objectiu vetllar i promoure la preservació del patrimoni del paisatge industrial paperer de Catalunya. Actualment el museu és secció del Museu de la Ciència i de la Tècnica de Catalunya.
- Bassa de Capellades: És una gran bassa situada al centre de la vila, i constitueix un dels punts d'aflorament natural de l'aqüífer subterrani Capellades-Carme, que té la superfície de tres cops la ciutat de Barcelona. En la prehistòria, el sobreeiximent de les seves aigües va donar lloc als travertins de Capellades, tot formant el Capelló. Aquest espai va donar aixopluc a neandertals, i els diferents abrics constitueixen avui dia un dels jaciments arqueològis més importants d'Europa. Aquestes mateixes aigües van servir durant l'edat mitjana per fer funcionar molins de farina. Posteriorment, al segle xviii i canalitzades pel Rec del Corronaire, arribaven als 16 Molins de la Costa, dedicats a la producció de paper. Amb totes les implicacions que l'aigua de la Bassa ha tingut per al desenvolupament de Capellades, és el símbol de la vila.

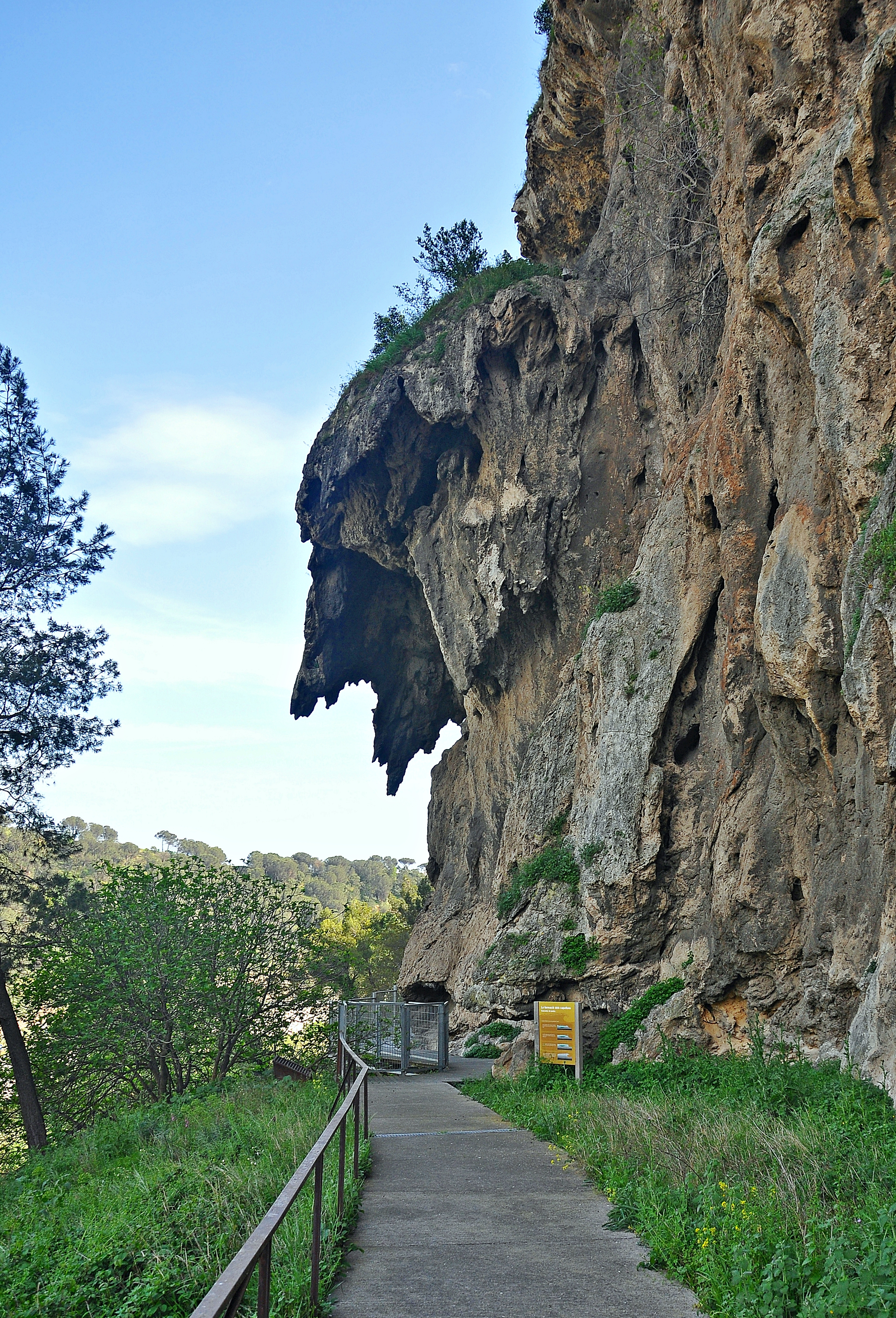
Barret del Capelló, a la cinglera sobre la qual es troba Capellades.

- Barret del Capelló, a la cinglera sobre la qual es troba Capellades.Abric Romaní - Parc Prehistòric de Capellades: A la cinglera del Capelló (BCIN)[18] s'hi han trobat moltes restes prehistòriques. La balma del Fossar Vell o abric Romaní, descobert el 1909 per Amador Romaní i Guerra (1873-1930, descobridor dels principals jaciments paleolítics de la comarca), és el jaciment prehistòric més antic de Catalunya, del Paleolític mitjà i inici del superior, amb indústries lítiques mosterianes. Hi ha llargues seqüències d'estades datades des del 72.000 fins al 30.000 aC. S'hi han descobert els vestigis de diferents fogars i d'un arbre tallat pels neandertals fa 56.000 anys. A l'estació Agut es trobaren, entre altres restes, un premolar i tres molars humans. Actualment, un equip d'arqueòlegs hi segueix treballant cada mes d'agost. Aquesta zona arqueològica (coneguda com a Parc Prehistòric de Capellades) ha estat habilitada amb un itinerari pedagògic guiat, i s'hi fan visites i tallers interessants per a petits i grans.
- La Font de la Reina i Camí Ral: Situat a l'est de la Vila, a l'antic camí ral que vorejava el riu al seu pas pel congost, hi ha el petit nucli de La Font de la Reina. Està format per un conjunt d'edificis que descriuen un únic carrer, que conserva pràcticament el mateix aspecte que devia tenir cap a la fi del segle xvii o començament del xviii.[19] En aquella època era un important punt d'expedició dels productes sorgits dels molins paperers i això va originar que sorgissin diversos hostals, com el de Can Carol que encarà roman actiu. Al costat del portal d'aquest hostal hi ha una font neoclàssica en forma de bust femení, dels pits de la qual brollen dos raigs d'aigua. Hom creu que fou esculpida en memòria de la reina Peronella d'Aragó, muller de Ramon Berenguer IV, que el 1151 va passar pel lloc, i l'indret ha conservat en el seu topònim el fet històric.També hi ha una capella, dedicada a santa Bàrbara. El temple és de planta rectangular amb coberta a dues aigües, d'una sola nau i campanar d'espadanya. No se sap quan es va construir, si bé està documentada al segle xvi. Fou agregada a la parròquia de Capellades l'any 1728, ja que fins llavors era de Claramunt.[20] A banda, es conserva l'indret que fou el fossar del nucli.
- Rec del Corronaire: També conegut com a Rec Major i datat entre els segles xvi i xvii, el Rec del Corronaire condueix un cabal aproximat de 12 milions de litres diaris de la Bassa fins al riu Anoia, situat un kilòmetre i mig més avall. Durant els segles xviii i xix aquest cabal servia per moure setze molins, coneguts com a Els Molins de la Costa (el Molí Vell, el Molí Nou o Cal Manel, el Molí Gran, el Molí de la Costa i Cal Violant,[21] entre d'altres). Al seu pas per la vila, el Rec del Corronaire també es feia servir com a safareig públic, instal·lació restaurada recentment i oberta al públic.

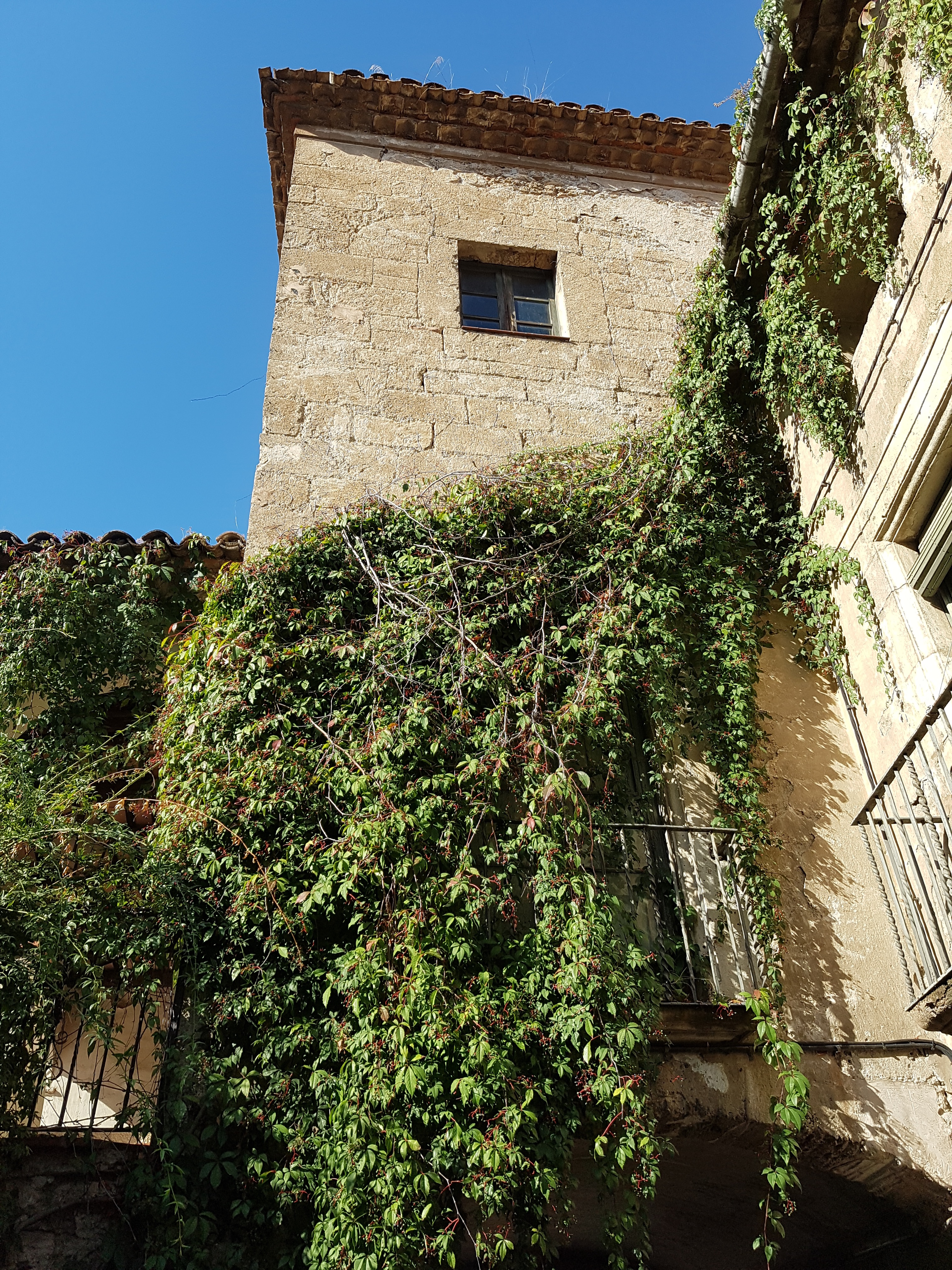
Casa Bas

- Casa BasCasa Bas: Edificació senyorial de final del segle xvii que pren el nom d'una de les primeres famílies propietàries de l'immoble. Els baixos d'aquesta construcció formaven part de la muralla de la vila i incorporen una singular volta que constituïa una de les entrades a la vila, el Portal Sobirà.[22] Anteriorment comptava amb un oratori, autoritzat per Benet XIV el 1756.
- Camins del Paper: Entre els segles xviii i xix, Capellades i el seu entorn van constituir un dels centres paperers més importants de l'Estat espanyol, especialitzat en paper de barba de primera qualitat i paper de fumar. Fabricants com els Romaní, Soteras, Guarro, Serra o Romeu, entre d'altres, abastien gran part del mercat espanyol, d'Amèrica del sud i Filipines. En tota la conca fluvial de l'Anoia s'han documentat més de 40 molins paperers. El paper ha estat fins als nostres dies un dels principals motors de l'economia d'aquest indret. Famílies senceres treballaren en molins paperers; ja fos esquinçant draps, formant el full, preparant la cola, estenent els fulls o bé empaquetant les raimes. Són moltes les generacions que dia a dia han fet un bon paper. A través de 5 itineraris que parteixen de Capellades es pot recórrer els indrets paperers, un paisatge industrial format pel riu Anoia, les rieres, els recs, les rescloses i els molins paperers.[23] de Capellades i els seus voltants.
- Muntanya de Miramar: Muntanya de 594 metres. Rep el nom del fet que, des del cim i si el dia és clar, s'hi pot arribar a veure el mar.
- Font Cuitora: Surgència natural d'aigua i parc que l'envolta, a l'extrem sud de la vila. El seu nom radica en les excel·lents qualitats de l'aigua que en brolla per a coure cigrons.

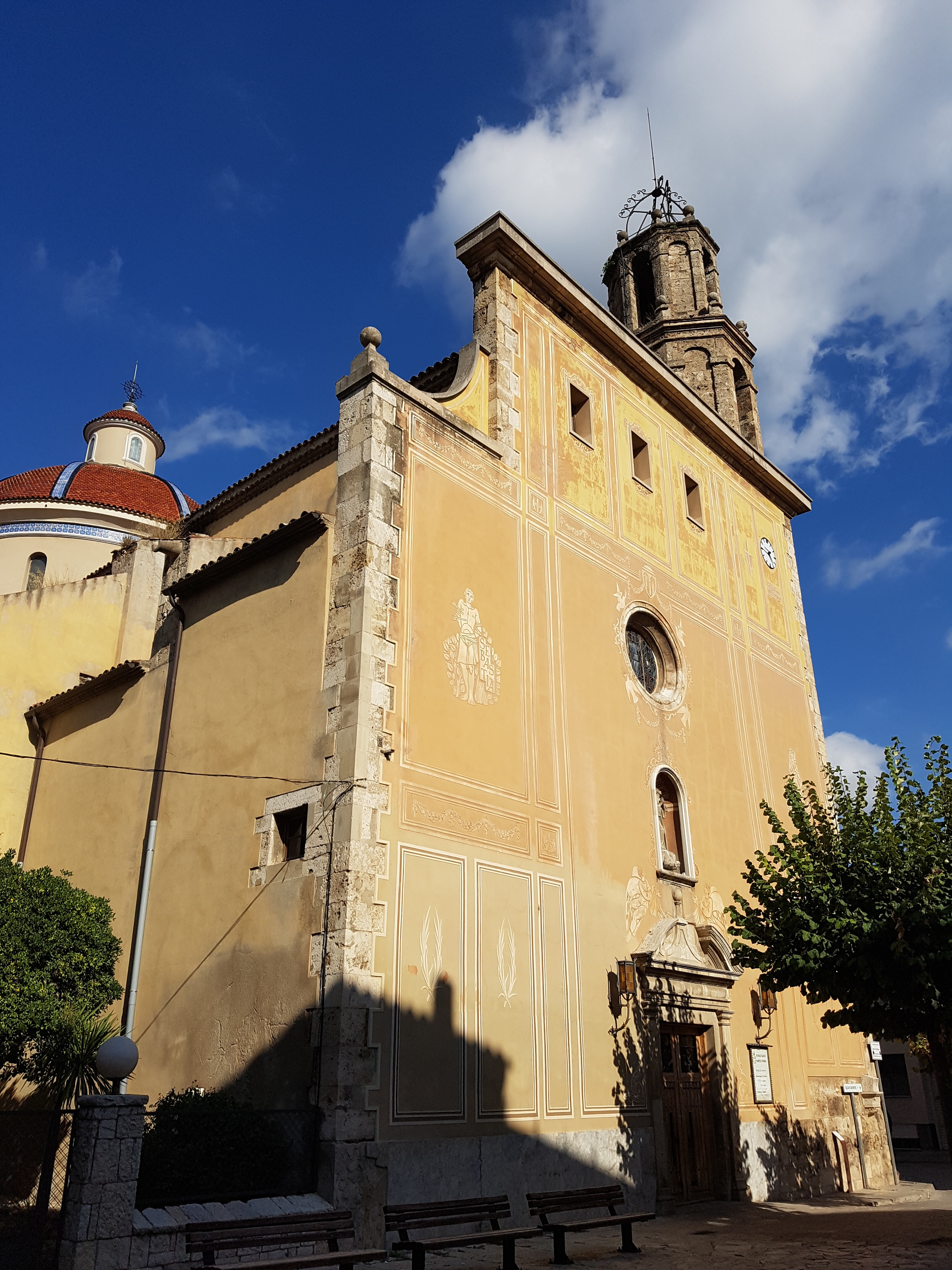
Església de Santa Maria de Capellades

- Església de Santa Maria de CapelladesEdificis històrics remarcables: Casa Ubach, Casa de la Vila, Església de Santa Maria, Carrer Major, Societat La Lliga, Església del Pilar, Convent de la Divina Pastora, Font del Carquinyoli, Torre del Senyor Pau, Cases obreres del carrer Sant Ramon, Vil·la Buenos Aires, Torre Guasch, Fàbrica Guasch (edifici antic i edifici modern), Ca l'Illa, Ca l'Oller, Ca la Marquesa, Cal Rabassa, Escorxador, Molí de Cal Titllo, Molí de Cal Munné (o d'en Farreres), Molí Xic d'en Pasqual, Molí de Cal Violant (Cal Romaní), Can Bernat i Ca n'Alòs.[24]

## Festes i Fires de Capellades
- Festes del Carrer: Per la capvuitada de Corpus, Capellades celebra les seves festes més antigues, populars i especials, de les quals es té constància des del segle xviii. Amb algunes modificacions al llarg dels anys, les Festes del Carrer mantenen la seva essència,[25] i una gran bleda, les paneres de tortells, el Ball Pla i la presència constant de la imatgeria local són alguns dels elements característics d'aquesta celebració.

Els actes, que són la Cercavila, la Benedicció, el Repartiment de Tortells i el Treure Ball, es duen a terme de forma repetida a cadascun dels cinc barris històrics de la vila, els quals tenen un dia assignat. Així doncs, tot comença amb el Pregó del divendres després de Corpus, dissabte la festa té lloc al Barri de les Bledes, dilluns al del Ruc, dimarts és el torn del Gegant i tots els actes són presidits per la parella de Gegants centenaris de la vila, en Sebastià i la Dorotea. Dimecres el barri del Ninot n'és el protagonista i surten els Capgrossos de Capellades, quatre parelles que simbolitzen els orígens, el treball, les festes i el futur de la gent de Capellades. Per acabar, el barri de Les Places tanca la festa dijous.

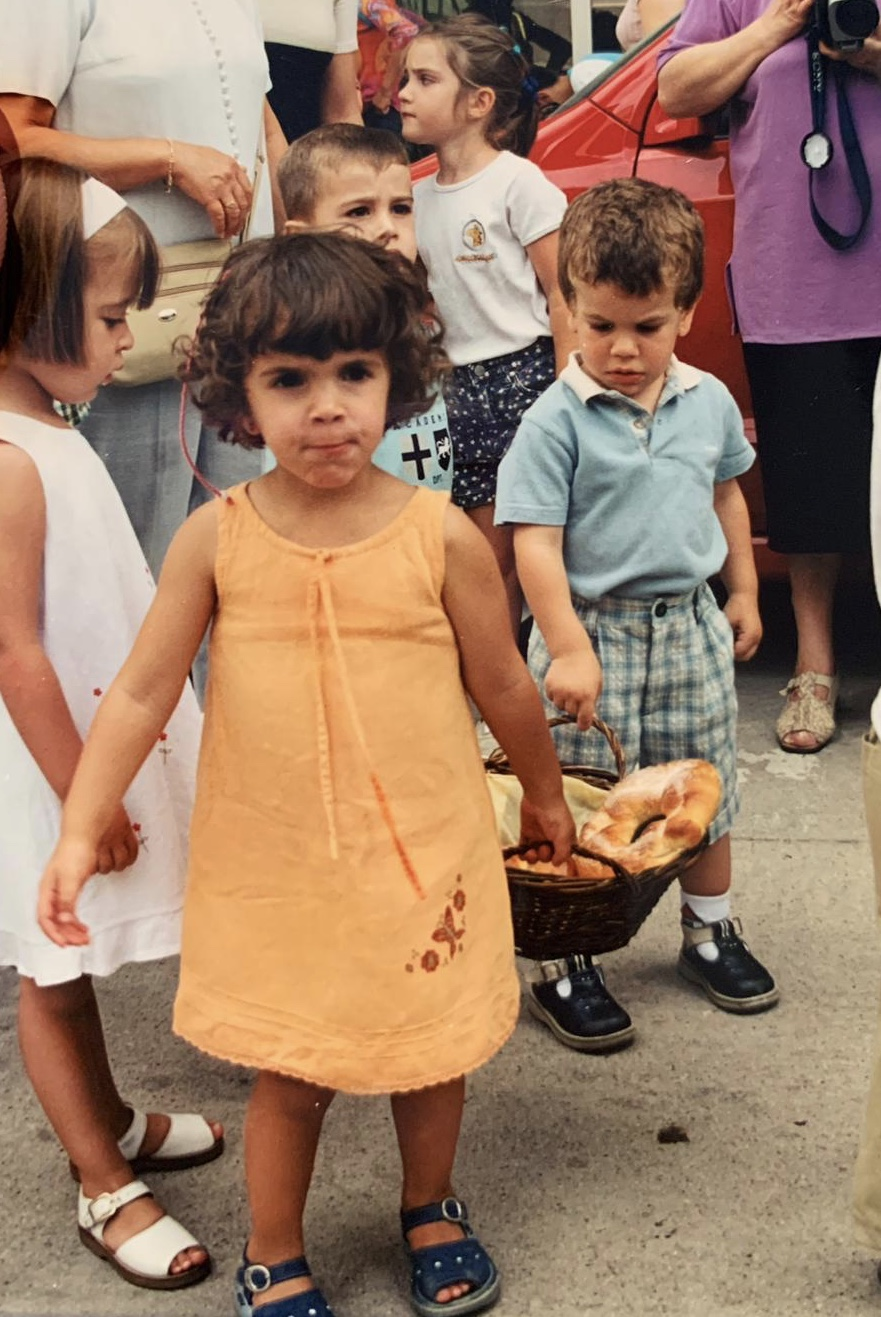
Nens anant a dur la panera a principis del segle XXI.

Al matí, els infants s'organitzen en parelles i van a ‘dur la panera’ amb el dolç típic de les Festes, el Tortell de Barri. L'acte comença al barri protagonista i els nens, acompanyats de la Banda que interpreta la música típica de les Festes del Carrer, van en cercavila fins a l'Església de Santa Maria, on el mossèn beneirà els Tortells. En acabar, la Comissió de Festes del Carrer (acompanyada de persones voluntàries) repartirà un tortell consagrat per a cada casa del Barri. La música de les Festes prové d'un compositor basc que la va tocar per primer cop l'any 1932.
A la tarda té lloc el típic Treure Ball. Les parelles del barri capelladí protagonista: adults, joves i també vailets es troben a la plaça més gran de cada barri. És tradició que tothom vagi ben mudat i que els balladors obsequiïn les balladores amb una flor. Els nens donen un ramet a les nenes i els homes una rosa a les dones. Un cop a la plaça, interpreten el típic Ball Pla de Capellades, la dansa més característica de la Vila. L'origen musical d'aquest tema es desconeix i la coreografia es va renovar a principis del segle xx. Es tracta d'una dansa pròpia del festeig entre enamorats i té un ritme de compàs suau i caracteritzat per la manera en què es fan lliscar els peus i es desplaça lateralment el cos. En acabar, les parelles van en cercavila acompanyats de la Banda, que toca la música típica de les Festes. El recorregut acaba sempre a la Piscina Blava, on tornen a ballar el Ball Pla. Llavors, la festa segueix amb les actuacions de la Banda contractada. En acabar la festa, és tradició que el ballador convidi a un refrigeri a la balladora. Les festes tenen una important funció social a la vila, ja que (a banda d'organitzar-se els joves en parelles) els pares i mares de la mainada també parlen entre ells per buscar parella als seus fills i filles.
Abans, la festa era responsabilitat dels administradors i hi havia una gran rivalitat entre els barris per organitzar la celebració més lluïda. Avui dia, una Comissió s'encarrega de totes les Festes, però cadascun dels barris encara conserva elements característics. El de les Bledes és presidit per manats de bledes grans i espigades que pengen del Carrer Major. El barri del Ruc, per la seva banda, és presidit per un gran ruc de cartró. A més a més, el barri del Gegant compta amb la Parella de Gegants i el barri del Ninot és presidit pels Capgrossos.
- Mercat Figueter: Una altra cita obligada al poble és el Mercat Figueter de Capellades, que se celebra el segon diumenge de Quaresma. És una fira-mercat tradicional que té els seus inicis més de sis segles enrere, quan el segon diumenge de Quaresma se celebrava una fira en la qual hi havia compravenda de diferents productes característics d'aquest període del calendari religiós, com la pesca salada, el bacallà i els fruits secs. Entre tots, destacaven sobretot les populars figues que s'havien assecat i ensucrat prèviament a cada casa. Actualment manté aquesta essència, però també s'ha convertit en una autèntica festa amb activitats per a tots els públics.[27]

La popular Fira, d'una banda, destaca per la part comercial, amb parades i botigues al carrer que ofereixen tot tipus de productes i la Plaça Verdaguer acull la mostra "L'Anoia. Del camp a la taula", amb productes de proximitat. A més a més, també hi ha un espai amb els estands dels comerços locals. A banda d'això, el Mercat Figueter és el moment en el qual les moltes entitats de Capellades surten per oferir un tastet de llura activitat.
A tot això se li afegeix l'animació al carrer, l'espectacle infantil de la tarda, l'espai de jocs a la plaça Sant Miquel i l'espectacle de cloenda. Amb l'esperit d'engrandir la Festa, ja fa uns anys que també hi ha actes dissabte al vespre, com ara concerts.
- Festa Major de Capellades: Se celebra al voltant de la Mare de Déu d'Agost, patrona de Capellades, tradicionalment del 14 al 17 d'agost. A banda de les activitats oficials, Capellades compta amb una potent Festa Major Popular des de l'any 2000 que aposta per l'autogestió.[29] Amb aquesta suma de participació ciutadana, són molts els actes que tenen lloc durant la Festivitat. Els més emblemàtics són el Correfoc, el Capvespre d'Art, el dinar popular Cuinem la Bassa, les Cercaviles, el Cercatasques, el Teatre de Festa Major, la Nit de Barraques i els Concerts.
- Festa Major d'Hivern: La Fesa Major d'Hivern se celebra al voltant de Santa Dorotea, el 6 de febrer, copatrona de la Vila des de 1669.[30] Aquest dia és festiu local i s'organitzen actes de caràcter lúdic i festiu. La figura de Santa Dorotea és especialment estimada pels capelladins i capelladines; tant és així que va donar nom a la Geganta de la Vila. El motiu d'aquest afecte especial és la llegenda que gira al voltant d'aquest dia. Conta la llegenda que Santa Dorotea va ajudar uns quants cops la vila de Capellades, i un d'ells va ser aproximadament a l'any 1809. Al voltant del dia de commemoració de la Santa, els capelladins es van reunir com de costum per invocar Dorotea i portaven teies que encenien per fer una petita processó. Malgrat celebrar el dia amb aparent normalitat, el poble era conscient que les tropes napoleòniques cada cop eren més a prop de la vila i que voldrien conquerir-la.

Per tal de salvar-se’n, tots els habitants de Capellades van fer una processó més llarga del que es preveia i van aconseguir rodejar el Capelló –una impressionant cinglera sobre de la qual se situa el poble-. Les tropes de Napoleó van arribar a Capellades per sota la cinglera, pel camí antigament reial: el de la Font de la reina. Des d'allà van mirar a dalt, i van veure que el municipi ja cremava. “Altres tropes se’ns deuen haver avançat”, van pensar, i van marxar sense pujar a comprovar en quin estat es trobava realment la vila. El foc que havien vist els soldats, però, no era res més que les teies enceses de centenars de capelladins.
- Mostra de Cervesa Artesana de Capellades: Mostra nascuda l'any 2017 i organitzada anualment pels Dimonis de Capellades, a principis de tardor. Durant aquest acte, a la plaça de la Bassa es pot gaudir d'espais amb taules, cadires, carpes i música. És una bona ocasió per tastar diferents tipus de cerveses artesanes de diverses marques.[32]

## Cultura Popular: Folklore
Capellades compta amb un ric teixit associatiu també pel que fa a les tradicions. La Vila compta amb:
- Gegants de Capellades: Els Gegants van ser estrenats per les Festes del Carrer de 1899, durant la Capvuitada de Corpus. Per tant, són dels més antics que es conserven a la comarca de l'Anoia. Representen un conseller de l'època i la seva esposa, i pel seu centenari se'ls va batejar amb el nom dels patrons de la vila; Sebastià i Dorotea. La Colla Gegantera nasqué el 1981. L'any 2005, a més a més, Capellades va acollir la vintena Ciutat Gegantera. Poc abans de l'efemèride, es va estrenar la parella de Gegantets de Capellades, el Capelló i la Miramar, construïts pels alumnes de les escoles de la vila. Ella representa la Bassa i el Molí de la Vila, i ell la Cinglera del Capelló. Quant als balls de les figures, els Gegants tenen una versió pròpia del Ball Pla de Capellades, dansa característica de la Vila.[33]
- Capgrossos Centenaris de Capellades: A Capellades els capgrossos tenen una gran tradició, ja que els primers caps coneguts estan documentats ja a mitjans del segle xix, així que eren anteriors als Centenaris. Els 8 caps centenaris que es conserven van ser estrenats l'any 1899 i, per tant, són figures de gran valor històric. Fabricats amb cartró i provinents del País Valencià, representen tres dones i cinc homes que portaven els noms de personatges regionals populars: el Pagès, la Dama, el Tonto, la Vella, el Turc, la Criada, el Tricorni i el Curro. Han estat declarats Béns del Patrimoni Cultural Material i Immaterial de Capellades, i actualment estan exposats a l'entrada de l'Ajuntament, i només surten de vegades especials.[34]
- Capgrossos de Capellades: La Colla va ser formada l'any 1996 i a més dels 24 capgrossos municipals que custodia l'entitat n'hi ha una dotzena que pertanyen a altres entitats o particulars. Els capgrossos més emblemàtics són:

L'Home i la Dona del Capelló (1994): Representen una parella de neandertals, tot simbolitzant els primers pobladors de la vila i els orígens de Capellades. Història.
Capellonet i Capelloneta (2002): Representen dos infants prehistòrics i, igual que la parella gran, van ser construïts per Antoni Argelich.
Paperer i Paperera (1994): Simbolitzen la tradició d'una de les activitats industrials, juntament amb el tèxtil, més importants de la vila, la fabricació del paper. La història de Capellades recorda contínuament la tradició paperera i són un homenatge a l'home i la dona treballadors de Capellades, representats en la figura d'aquests paperers del s. XVIII. Treball.
L'Home i la Dona de Festes (1995): Simbolitzen la tradició festiva del poble, de la qual les Festes del Carrer, que des de les acaballes del s. XVIII quasi ininterrompudament s'han anat celebrant, són el principal exponent. Volen homenatjar, també, totes les entitats, i aquella gent que dediquen el seu temps lliure afer que Capellades tingui tanta pluralitat d'iniciatives i esbarjos. Festa.
Els Joves Estudiants (1996): Simbolitzen un present inconformista i dinàmic a la recerca del demà, amb mires clares i emprenedores cap a un futur millor per a tothom. Homenatgem els joves estudiants d'avui perquè seran els continuadors i protagonistes de la nostra història a l'avenir. Futur.
Els Petits o "de Cartró": Són 6 capgrossos que van ser comprats per l'Ajuntament en un moment que els Centenaris estaven molt malmesos. Els seus personatges són el Moro, el Harpo, el Gepetto, la Cubana, la Vella i el Pagès. Van ser fabricats amb cartró als tallers de l'Ingenio de Barcelona i han estat restaurats diverses vegades.
- Dimonis de Capellades: Entitat fundada l'any 1983, s'encarrega de fer que Capellades es converteixi en la capital del regne de les tenebres. El Correfoc, que organitza aquesta associació, s'ha convertit en un element imprescindible de la Festa Major.[36] Custodien la figura del Drac de Capellades. L'actual bèstia fou estrenada el 2018 amb un espectacle de video-mapping, projectat a la façana de l'Església de Santa Maria, molt reeixit. L'entitat també organitza actes populars com la Mostra de Cervesa de Capellades.
- Falcons de Capellades: Fundada el 2012, l'entitat s'encarrega de fer figures humanes que no deixen indiferent a ningú, acompanyats pel so de Gralles i Tabals de Capellades.

## Gastronomia
La gastronomia de Capellades, com la de la comarca, és fronterera entre la cuina de terra endins i la de litoral, entre tradició i modernitat. A més dels nombrosos plats i productes de la zona (com ara el cigronet de l'Anoia, el raïm i els seus derivats, els préssecs i els embotits), destaquen menjars eminentment capelladins:
- Arròs paperer: Per conèixer el seu origen ens hem de remuntar al segle xviii. Els treballadors dels antics molins de paper treballaven tot el dia, i fins i tot hi menjaven. Per suportar i aguantar les dures jornades de treball cuinaven un plat senzill, que poguessin deixar fet en grans quantitats i amb un alt valor nutritiu.

Temps de preparació: 3 h
Ingredients per a 6 persones: Llard de porc, 1,5 kg de jarret de vedella o de xai 2 cebes,1,5 kg de tomàquets, vi blanc, vi de xerès, sal, pebre negre, arròs, llorer.
Preparació:
1. Poseu a coure en una cassola, amb el llard de porc, el jarret de vedella (o de xai), sal i pebre, amb les cebes a trossos, els tomàquets naturals, una mica de vi blanc i mitja copa de vi de xerès. Tapeu la cassola i deixeu-ho coure a foc lent durant 3 h.
2. Un cop cuit, traieu la carn de la cassola i deixeu una mica del sofregit.
3. En aquest sofregit, afegiu-hi aigua i feu una sopa d'arròs espessa amb una fulla de llorer.
4. Presenteu la sopa en una sopera i, per separat, en una safata calenta, la carn amb el sofregit.
La troballa d'aquesta recepta té un gran valor per la història dels molins paperers perquè és el primer menjar específic que es coneix d'aquella època. L'existència d'aquesta recepta s'ha conegut a partir d'una entrevista-conversa oral que el Museu Molí Paperer de Capellades va mantenir el 2008 amb Montserrat Miquel, descendent de la família fundadora de la Paperera Miquel i Costas. A Capellades, l'arròs paperer es pot degustar a 3 restaurants; Dalt i Baix, Can Carol i Amadeus.
- Coca de Capellades: Coca de forner, símbol gastronòmic de la vila.
- Tortells de Barri: Garlanda farcida de massapà que es porta a beneir durant les Festes del Carrer de Capellades.

## El parlar de Capellades
La Vila es troba dins la zona del bloc oriental del català, concretament en el català central. Per tant, comparteix trets comuns amb bona part de la província de Girona, Barcelona i Tarragona. Amb tot, es troba dins la vegueria del Penedès i, junt amb els altres municipis d'aquest territori, té trets característics del parlar penedesenc. Segons el filòleg Ramon Marrugat, la parla penedesenca és aquella variant del català característica del territori on no arriben ni el barceloní ni el tarragoní. Per tant, compren el territori entre el riu Llobregat i el Gaià.
El parlar característic de Capellades, tot i que no exclusiu de la vila,es pot diferenciar en tres tipus de fenòmens; Fonètica, Morfologia i Sintaxi, i Lèxic.
Quant als fenòmens fonètics, tenen a veure amb la manera de pronunciar oralment paraules normalitzades arreu. Trobem;
- Pròtesi: Afegir sons davant de les paraules. És el cas de:

- arrai, escarxofa, esgraó, estenalles, estisores, estovalles, enrecordar... (en lloc de: rai, carxofa, graó, tenalles, tisores, tovalles i recordar).
- Epèntesi: Afegir sons enmig de les paraules. És el cas de:

- atxafar, cartró, dugues, volguer... (en lloc d'aixafar, cartó, dues, voler).
- Epítesi: Afegir sons al final de les paraules. És el cas de:

- aixís, àpit, col·lègit, gènit, llapits (en lloc d'així, àpi, col·legi, geni, llapis).
- Síncope: Eliminar sons enmig de les paraules. És el cas de:

- brenar, carmel, cargol, carbassa, tronja, pograma... (en lloc de berenar, caramel, caragol, carabassa, taronja, programa).
- Monoftongació: Ajuntar dos sons vocàlics en un. És el cas de:

- goitar (en lloc de guaitar).
- Metàtesi: Canviar l'ordre dels sons en una paraula. És el cas de:

- llargandaix, radere... (en lloc de llangardaix, darrere).
- Assimilació: Canviar els sons d'una paraula per tal que la pronunciació sigui més còmoda. És el cas de:

- istiu, jonoll, sípia... (en lloc d'estiu, genoll, sèpia).
- Dissimilació: tendència a diferenciar sons semblants. És el cas de:

- bora nit, dingú, etivocat, domés, esbranzida, professó... (en lloc de bona nit, ningú, equivocat, només, embranzida, processó).
Quant a la Morfologia i Sintaxi, trobem elements gramaticals auxliars i de connexió característics, com ara:
- un tou de... (gran quantitat de).
- Plurals no normatius, com ara major -> majons (majors), cru-> crusos (crus) .
- Possesius: Mentre que s'utilitzen les formes compostes la majoria d'ocasions (el meu cotxe, la teva bicicleta), se solen utilitzar les formes simples amb el parentiu (ton pare, ma mare).
- pudé en lloc de potser.
Pel que fa al Lèxic característic, les paraules pròpies, trobem:
- corraló (carrer estret).
- morrió (morral).
- torreta (test)
- pèlec (toll d'aigua. Mot emblemàtic de Capellades ja que no és comú en els pobles del voltant).
- vocabulari paperer (paper de barba, anomenat així per les irregularitats de les vores, saial, drap que es posava entre els fulls en el moment de premsar...).
A més de les paraules i fenòmens lingüístics característics de Capellades,cal afegir que la nomenclatura dels seus carrers és també digna d'anàlisi, ja que els capelladins i capelladines coneixen indrets del poble amb un nom diferent de l'oficial. Així doncs:
El Carrer Abat Muntadas és conegut com a Carrer de la Piscina.
El Carrer del Pilar és conegut com a Carrer del Serra.
El Carrer Amador Romaní és conegut com a Carrer Fondo.
La Plaça Verdaguer és coneguda com a Plaça de Missa o Plaça de l'Església.
La Plaça Sant Jaume és coneguda com a Plaça Xica.
La Plaça Àngel Guimerà és coneguda com a Plaça del Tall de Conill.
El carrer d'Anselm Clavé és conegut com a Carrer Nou.
Els jardins de Mossèn Pere Ribot són coneguts com a Tall de Meló, per la forma de mitja lluna.

## Capelladins il·lustres
- Miquel Muntadas i Romaní (1808 -1885) eclesiàstic benedictí, abat de Montserrat des de 1858 fins a 1885.
- Francesc Romaní i Puigdengolas (1831-1912): jurista i polític catalanista conservador.
- Aleix Caballé i Tort (1840-1908): motller i delegat a l'Assemblea de Manresa (1892).
- Ramon Romaní i Puigdengolas (1846-1898): empresari paperer, introductor de noves tecnologies en aquest sector, i president de Foment.
- Joan Bernadet i Aguilar (1861 - Xalapa, Mèxic 1932) pintor que s'establí a Mèxic a partir de 1896.
- Amador Romaní i Guerra (1873-1930): industrial paperer i descobridor de l'abric Romaní de Capellades.
- Anselm Ferrer i Bargalló (1882-1969): organista, musicòleg i compositor català.
- Joaquim Muntal i Gramunt: empresari encarregat de la gestió del magatzem de paper Sucesores de Pablo M. Costas de l'Havana. També fou president del Centre Català de l'Havana i vicepresident de la Societat de Beneficència de Naturals de Catalunya i de l'Assemblea Constituent del Separatisme Català.
- Ramon Sugrañes i de Franch (1911-2011): dirigent catòlic i auditor laic del Concili del Vaticà II. Fill de l'arquitecte modernista reusenc Domènec Sugrañes i Gras.
- Gemma Romanyà i Valls (1945 - 2018)ː empresària de les arts gràfiques i mecenes; creadora del Concurs Paper de Música de Capellades.
- Montserrat Costas i Palomo (1976) poetessa catalana.
- Joan Pinyol i Colom (1966), escriptor.
- Pau Torres Riba (1987) futbolista professional.

## Galeria d'imatges

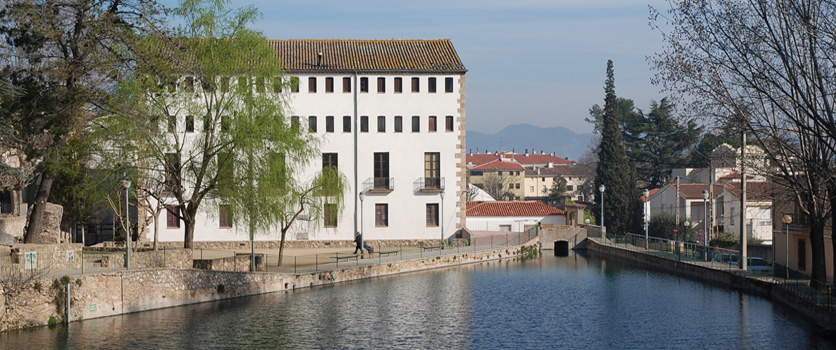
Bassa de Capellades amb el Museu Molí Paperer de fons.
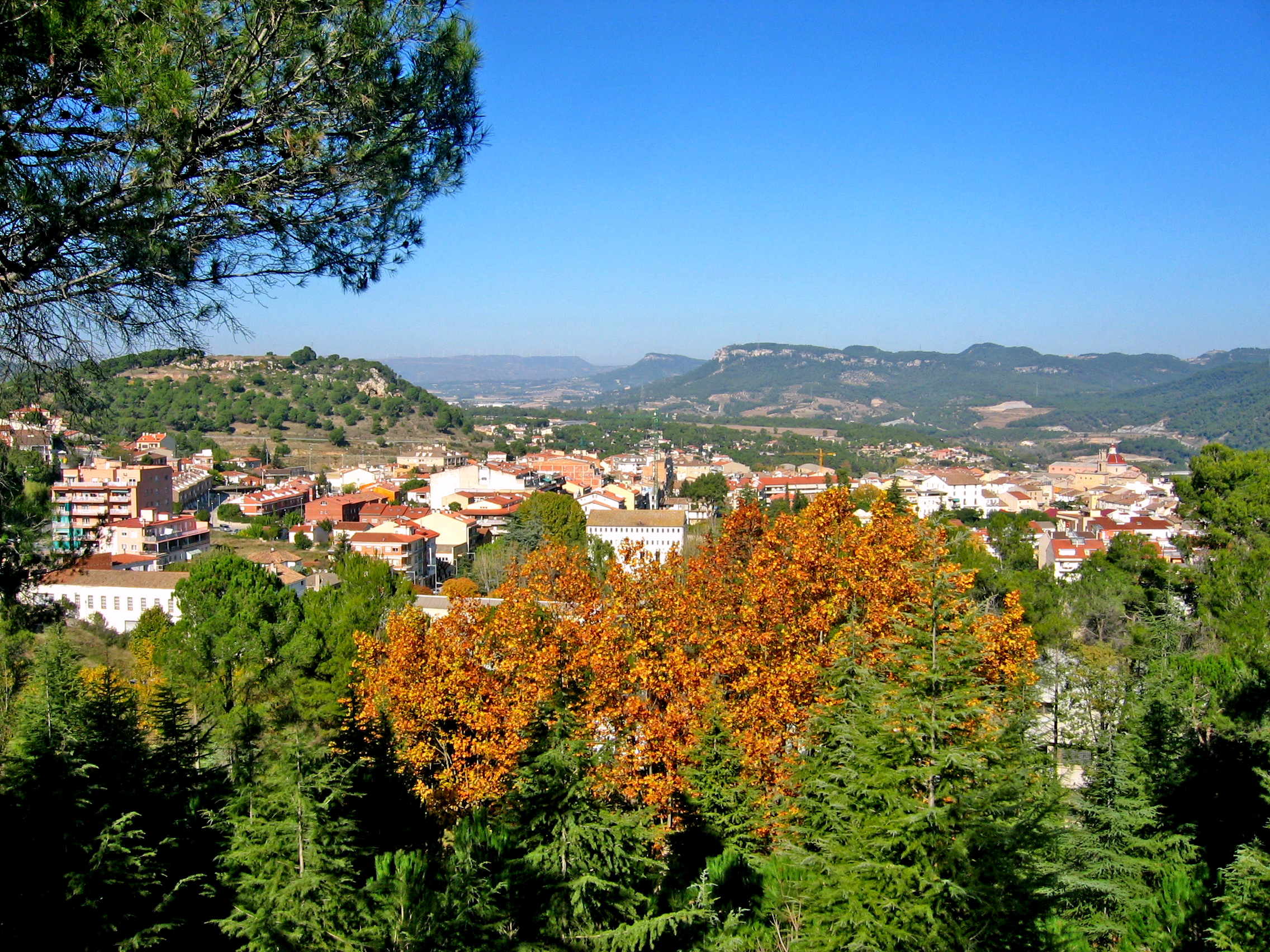
Vista de Capellades des del cementiri
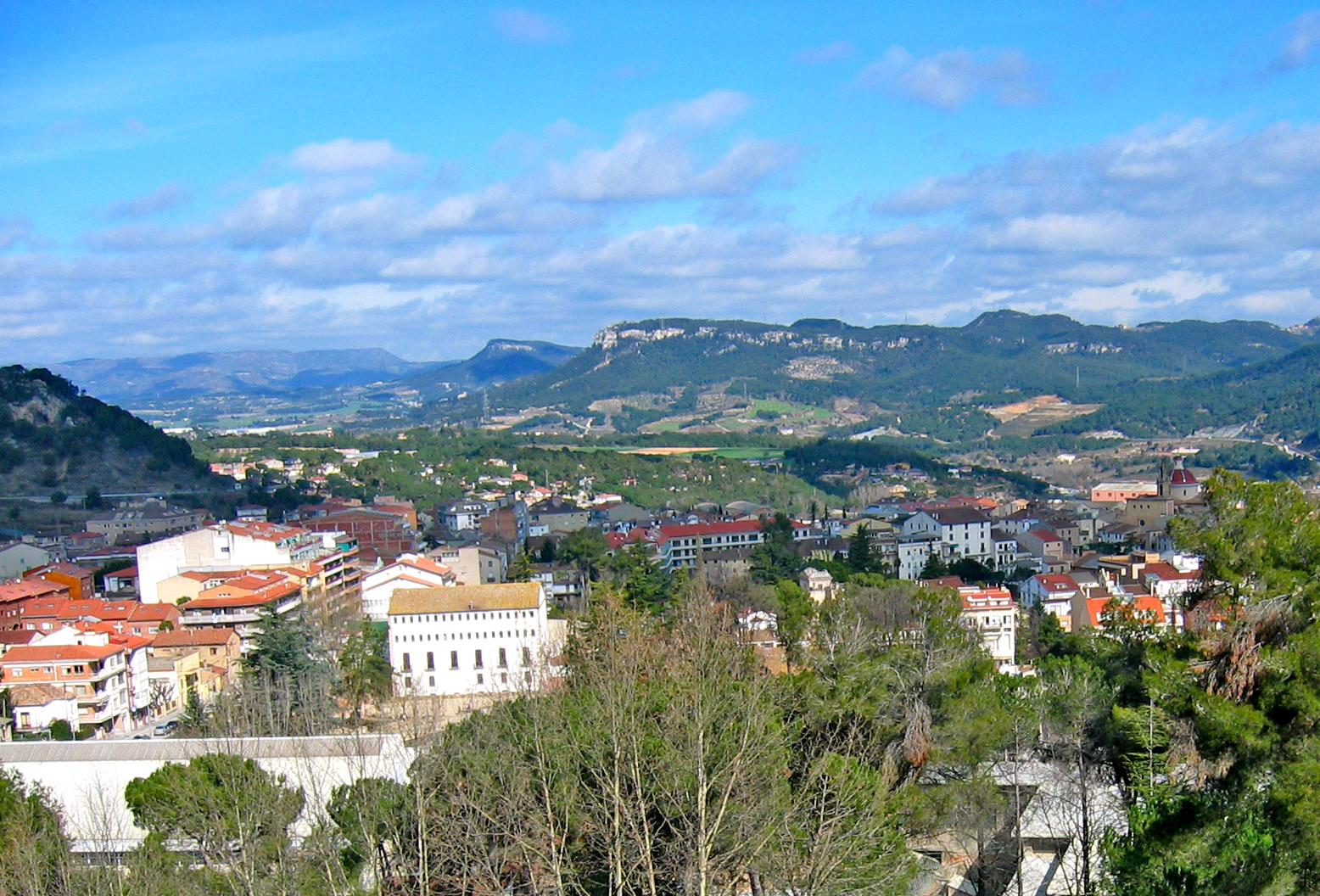
Vista de Capellades des del cementiri